# دونژی مورینی
دونژی مورینی (به لاتین: Donji Morinj) یک منطقهٔ مسکونی در مونته‌نگرو است که در کوتور واقع شده‌است. دونژی مورینی ۲۲۴ نفر جمعیت دارد.